# Groupe d'ESO 320-26
Le groupe d'ESO 320-26 comprend au moins sept galaxies situées dans la constellation du Centaure. La distance moyenne entre ce groupe et la Voie lactée est d'environ 48,7 Mpc (∼159 millions d'al). 

## Membres
Le tableau ci-dessous liste les sept galaxies du groupe indiquées dans l'article de A.M. Garcia paru en 1993.
| Nom        | Class.        | Type                  | α (J2000.0)   | δ (J2000.0)  | Vitesse radiale (km/s) | m            | Distance (Mpc) | Diamètre (kal) |
| ---------- | ------------- | --------------------- | ------------- | ------------ | ---------------------- | ------------ | -------------- | -------------- |
| NGC 3903   | SAB(rs)c pec? | Elliptique            | 11h 49m 03.5s | -37° 31′ 02″ | 2975 ± 5               | 12,8         | 48,5 ± 3,4     | 56             |
| IC 2977    | I0? ou Sm     | Irrégulière?          | 11h 55m 14.6s | -37° 41′ 47″ | 3010 ± 15              | 12,3         | 49,0 ± 3,5     | 67             |
| ESO 320-26 | Sb            | Spirale               | 11h 49m 50.3s | -38° 47′ 04″ | 2754 ± 6               | 10,45        | 45,2 ± 3,2     | 137            |
| ESO 320-30 | (R'_1)SAB(r)a | Spirale intermédiaire | 11h 53m 11.7s | -39° 07′ 49″ | 3232 ± 19              | 11,86 ± 0,09 | 52,2 ± 3,7     | 101            |
| ESO 320-31 | SB(s)c?       | Spirale barrée        | 11h 54m 05.8s | -39° 51′ 50″ | 2889 ± 7               | 12,51 ± 0,09 | 47,1 ± 3,3     | 166            |
| ESO 378-20 | SAB(r1?)?     | Spirale intermédiaire | 11h 47m 16.4s | -37° 32′ 58″ | 3113 ± 18              | 12,39        | 50,6 ± 3,6     | 67             |
| ESO 379-6  | Sc            | Spirale               | 11h 53m 03.3s | -36° 38′ 20″ | 2949 ± 4               | 11,09        | 48,2 ± 3,4     | 142            |

Le site DeepskyLog permet de trouver aisément les constellations des galaxies mentionnées dans ce tableau ou si elles ne s'y trouvent pas, l'outil du site constellation permet de le faire à l'aide des coordonnées de la galaxie. Sauf indication contraire, les données proviennent du site NASA/IPAC.